# Isuzu Unicab
Der Isuzu Unicab (japanisch: Yunikyabu) war das erste SUV, den Isuzu produzierte. Das Modell wurde erstmals auf der Tokyo Motor Show 1966 vorgestellt und ab Juli 1967 auf dem Heimatmarkt zu einem Preis von ¥ 490.005 angeboten.
Zunächst wurde er von einem 1,3-Liter-Ottomotor angetrieben, der später auf 1,5 Liter vergrößert wurde.
Den Unicab gab es anfänglich nur als Pick-up mit 4 Sitzplätzen. 1970 wurde das Modell mit 2 seitlichen Sitzbänken auf der Ladefläche angeboten, wodurch die Kapazität auf 8 Sitzplätze stieg. Kurz nach dem Verkaufsstart wurde das Modell auch mit Verdeck angeboten und konnte nun als Cabriolet genutzt werden. Die Windschutzscheibe konnte umgeklappt werden, was aber aufgrund von neuen Sicherheitsstandards ab 1970 nicht mehr erlaubt war und in der Produktion geändert wurde.
Der Unicab war mehr für jüngere Käufer als Freizeitmobil und für die Stadt gedacht und hatte daher keinen Allradantrieb. Allerdings war das Konzept für den japanischen Inlandsmarkt zu früh, um die Sympathie der Käufer zu locken. Dementsprechend waren die Verkäufe gering und die Produktion wurde 1974 gestoppt. Sechs Jahre später stellte Isuzu 1980 mit dem Isuzu Faster Rodeo erstmals ein SUV mit Allradantrieb vor.